# Hóquei no gelo nos Jogos Olímpicos de Inverno de 1928
O Hóquei no gelo nos Jogos Olímpicos de Inverno de 1928 foi disputado por equipes de onze países. Na primeira fase, dez equipes se dividiram em três grupos. A melhor equipe de cada grupo avançou à fase final, junto com o Canadá.

## Medalhistas
|  | CAN Canadá |  | SWE Suécia |  | SUI Suíça |
|  | Charles Delahay Frank Fisher Louis Hudson Norbert Mueller Herbert Plaxton Hugh Plaxton Roger Plaxton John Porter Frank Sullivan Joseph Sullivan Ross Taylor David Trottier |  | Carl Abrahamsson Emil Bergman Birger Holmqvist Gustaf Johansson Henry Johansson Nils Johansson Ernst Karlberg Erik Larsson Bertil Linde Sigfrid Öberg Wilhelm Petersén Kurt Sucksdorff |  | Giannin Andreossi Mezzi Andreossi Robert Breiter Louis Dufour Charles Fasel Albert Geromini Fritz Kraatz Arnold Martignoni Heini Meng Anton Morosani Luzius Rüedi Richard Torriani |

## Primeira fase

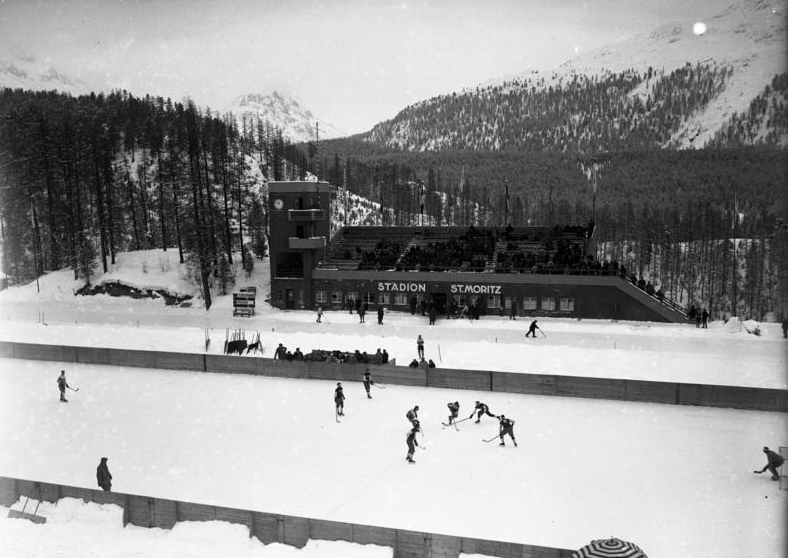
Partida de hóquei no gelo durante os Jogos

### Grupo A
| Equipe           | J | V | D | GP | GC |
| ---------------- | - | - | - | -- | -- |
| GBR Grã-Bretanha | 3 | 2 | 1 | 10 | 6  |
| FRA França       | 3 | 2 | 1 | 6  | 5  |
| BEL Bélgica      | 3 | 2 | 1 | 9  | 10 |
| HUN Hungria      | 3 | 0 | 3 | 2  | 6  |

| 11 de fevereiro | GBR Grã-Bretanha | 7:3 (3:1,2:0,2:2) | BEL Bélgica      |
| 11 de fevereiro | FRA França       | 2:0 (0:0,2:0,0:0) | HUN Hungria      |
| 12 de fevereiro | FRA França       | 3:2 (0:1,3:1,0:0) | GBR Grã-Bretanha |
| 12 de fevereiro | BEL Bélgica      | 3:2 (0:1,3:1,0:0) | HUN Hungria      |
| 13 de fevereiro | BEL Bélgica      | 3:1 (2:0,0:0,1:1) | FRA França       |
| 15 de fevereiro | GBR Grã-Bretanha | 1:0 (1:0,0:0,0:0) | HUN Hungria      |

### Grupo B
| Equipe             | J | V | D | T | GP | GC |
| ------------------ | - | - | - | - | -- | -- |
| SWE Suécia         | 2 | 1 | 0 | 1 | 5  | 2  |
| TCH Checoslováquia | 2 | 1 | 1 | 0 | 3  | 5  |
| POL Polônia        | 2 | 0 | 1 | 1 | 4  | 5  |

| 11 de fevereiro | SWE Suécia         | 3:0 (1:0,1:0,1:0) | TCH Checoslováquia |
| 12 de fevereiro | SWE Suécia         | 2:2 (1:0,1:2,0:0) | POL Polônia        |
| 13 de fevereiro | TCH Checoslováquia | 3:2 (1:1,1:1,1:0) | POL Polônia        |

### Grupo C
| Equipe       | J | V | D | T | GP | GC |
| ------------ | - | - | - | - | -- | -- |
| SUI Suíça    | 2 | 1 | 0 | 1 | 5  | 4  |
| AUT Áustria  | 2 | 0 | 0 | 2 | 4  | 4  |
| GER Alemanha | 2 | 0 | 1 | 1 | 0  | 1  |

| 11 de fevereiro | SUI Suíça   | 4:4 (2:4,1:0,1:0) | AUT Áustria  |
| 11 de fevereiro | AUT Áustria | 0:0 -             | GER Alemanha |
| 16 de fevereiro | SUI Suíça   | 1:0 (1:0,0:0,0:0) | GER Alemanha |

## Fase final

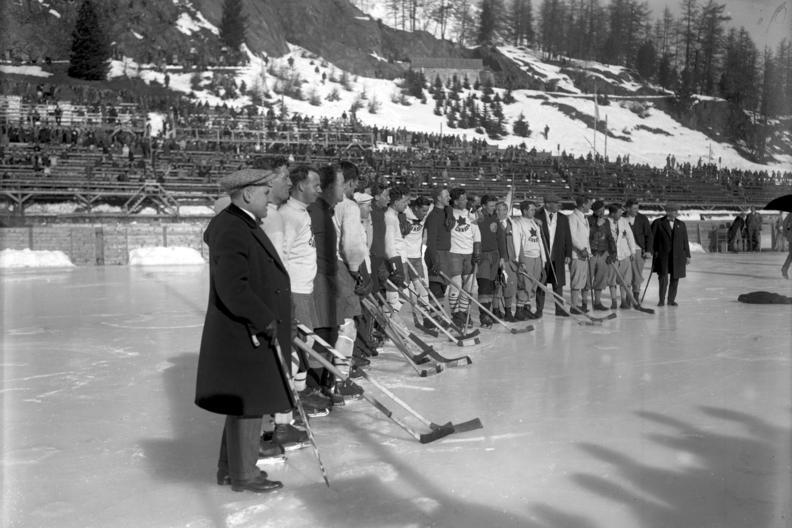
Equipes do Canadá e da Suécia confraternizam

| Equipe           | J | V | D | GP | GC |
| ---------------- | - | - | - | -- | -- |
| CAN Canadá       | 3 | 3 | 0 | 38 | 0  |
| SWE Suécia       | 3 | 2 | 1 | 7  | 12 |
| SUI Suíça        | 3 | 1 | 2 | 4  | 17 |
| GBR Grã-Bretanha | 3 | 0 | 3 | 1  | 21 |

| 17 de fevereiro | CAN Canadá | 11:0 (4:0,5:0,2:0) | SWE Suécia       |
| 17 de fevereiro | SUI Suíça  | 4:0 (0:0,2:0,2:0)  | GBR Grã-Bretanha |
| 18 de fevereiro | CAN Canadá | 14:0 (6:0,4:0,4:0) | GBR Grã-Bretanha |
| 18 de fevereiro | SUI Suíça  | 0:4 (0:1,0:0,0:3)  | SWE Suécia       |
| 19 de fevereiro | SWE Suécia | 3:1 (2:1,0:0,1:0)  | GBR Grã-Bretanha |
| 19 de fevereiro | SUI Suíça  | 0:13 (0:4,0:4,0:3) | CAN Canadá       |

## Classificação final
| Pos.   | Equipe             |
| ------ | ------------------ |
| Ouro   | CAN Canadá         |
| Prata  | SWE Suécia         |
| Bronze | SUI Suíça          |
| 4      | GBR Grã-Bretanha   |
| -      | AUT Áustria        |
| -      | TCH Checoslováquia |
| -      | FRA França         |
| -      | BEL Bélgica        |
| -      | GER Alemanha       |
| -      | POL Polônia        |
| -      | HUN Hungria        |